# Тазкире

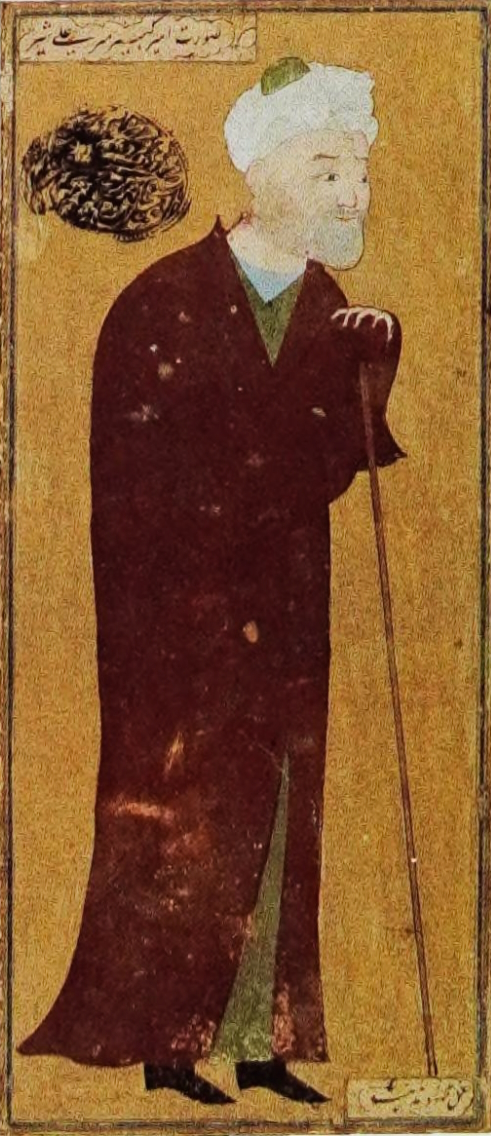
Алишер Навои. Миниатюра Гератской школы XV века

Тазкире (Тезкире) (араб. تذکرة‎ — «памятка», «поминание») — жанр антологическо-библиографических энциклопедий.
Книги жанра тезкире процветали в Османской империи в XVI веке. Наиболее известны тазкире поэтов, но они также имели дело с правительственными чиновниками и художниками в целом. Впервые появившиеся в ранней арабской литературе до X века, они вошли в персидскую литературу, а затем в тюркскую (тимуридскую, и позднее османскую). Одно из самых известных тазкире на персидском языке является «Тазкират аль-аулия» Фаридуддина Аттара. Самое важное тазкире на чагатайско-тюркском языке — это «Маджалис ан-нафаис» Алишера Навои.

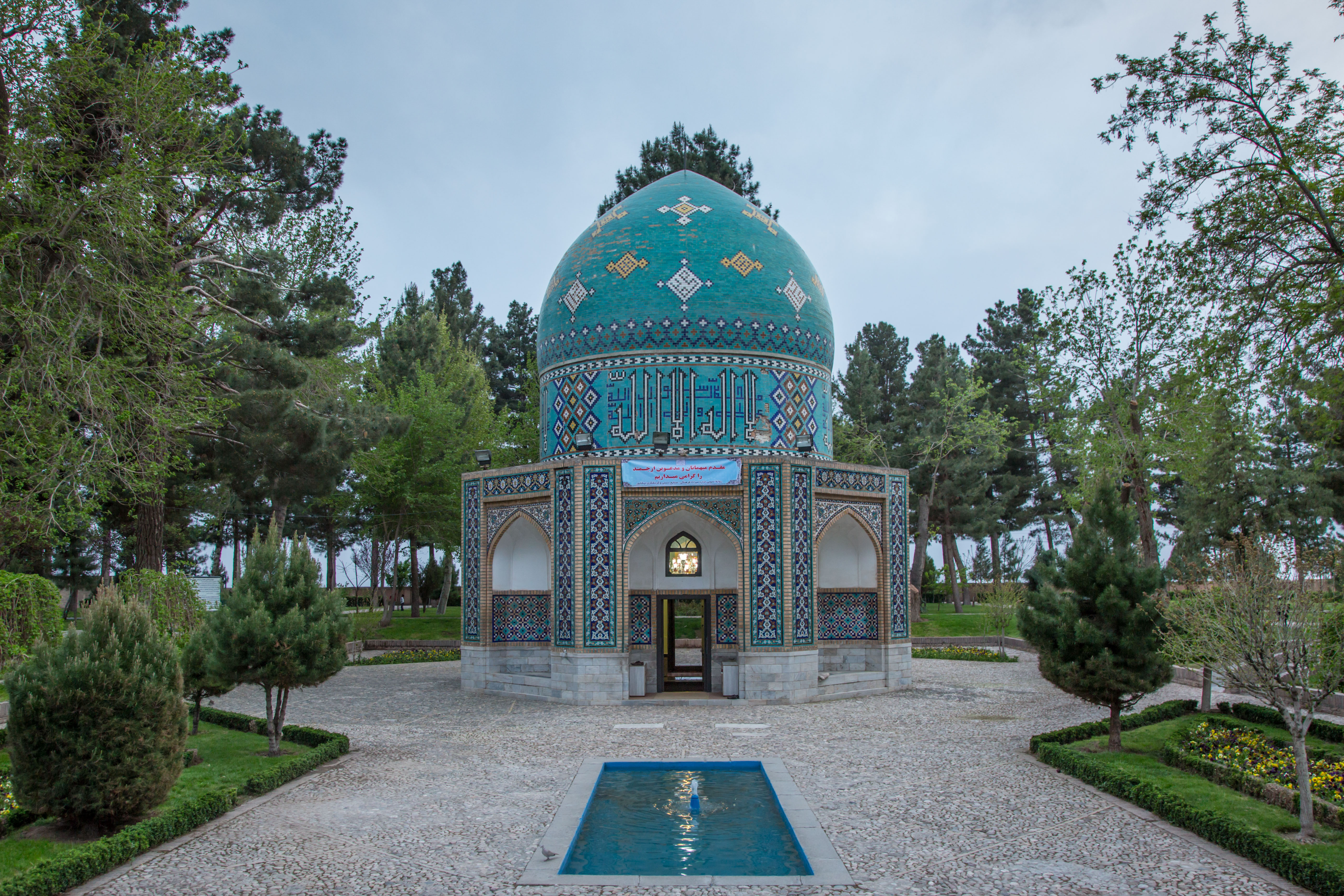
Мавзолей поэта Аттара в Нишапуре

## Османские тезкире
Тазкире османских поэтов были написаны между XVI—XX веков в Анатолии. Они содержат информацию как о поэтах, так и об их поэтических произведениях и написаны как в прозе, так и в стихах, что делает жанр тазкире уникальным. Являясь ценным источником информации для современных учёных, они также представляют собой своего рода эго-документ из-за сочетания объективного и субъективного материала. В библиографических примечаниях упоминаются место рождения, семья, учителя, профессия, личные анекдоты, комментарии о личности или характере, месте и дате смерти, а также цитаты из стихов.
Первое тазкире в османской литературе назывался Хашт-Бехешт (Восемь источников). Это была работа Сехи Бея из Эдирне (умер в 1548 году), которая была завершена в 1538 году. Два других издания выходили до 1548 года. В нём рассказывалось о творчестве и жизни 241 поэта, оно было очень хорошо принято и поддержано высшими общественными кругами Османской империи.
Выдающимся тазкире является «Тезкиретуш-шуара» («Воспоминания поэтов») Латифи из Кастамону (1491—1582), вторая по хронологии и с наибольшим количеством сохранившихся копий. Оно было закончено и подарено султану Сулейману I в 1546 году. Ещё один важный пример — «Мешаирюш-шуара» («Чувства поэтов») Ашика Челеби; опубликованное в 1568 году, тазкире охватывает творчество и жизнь 427 поэтов. Это третье по хронологии и второе по количеству сохранившихся копий. Четвёртое тазкире принадлежит Ахди из Багдада, персидского происхождения, и называется «Гюльшен-и Шуара» (Розовая кровать поэтов). В отличие от трёх предыдущих, оно охватывала только поэтов-современников авторов. Оно было закончено в 1563 году и было посвящено принцу Селиму, впоследствии известному как султан Селим II.

## Другие известные тазкире
- Риязи[англ.] — Рияз-уш-шуара (осман. رياض الشعراء‎)
- Кафзаде Файзи — Зюбдет-уль-эшар (осман. زبدة الاشعار‎)
- Мирза-заде Мехмед Салим — Тезкире-и Салим (осман. تذکرة سالم‎)
- Али Гюфти — Тешрифат-уш-шуара (осман. تشريفات الشعراء‎)
- Давуд Фатин-эфенди — Хатимет-уль-эшар (осман. خاتمة الاشعار‎)
- Кынализаде Хасан Челеби — Тезкирет-уш-шуара (осман. تذکرة الشعراء‎)
- Мухаммад Ауфи — Лубаб ал-албаб[англ.] (перс. لباب الالباب‎)
- Давлатшах Самарканди — Тазкират аш-шуара (перс. تذکرة الشعراء‎)